# Joan Baptista Nolet
Jean-Baptiste Noulet, o Joan Baptista Nolet en occità, va ser un investigador i naturalista francès (1 de maig de 1802 - 24 de maig de 1890). És considerat un dels pioners de l'arqueologia aplicada en l'estudi de la prehistòria com a disciplina científica i un dels contribuidors en la demostració de l'existència de fòssils humans.

## Vida
Noulet va néixer a Vanèrca, al departament de l'Alta Garona. Es va doctorar en medicina per la Universitat de Montpeller el 1832. Es va interessar per la geologia i, sobretot, per la paleontologia i el 1841 va començar a exercir de professor d'història natural a l'escola preparatòria de medicina i farmàcia (la futura facultat de ciències de Tolosa). El 1872 el van nomenar director del Museu d'Història Natural de Tolosa.
El seu mèrit principal rau en haver confirmat el 1851 les descobertes sobre humans prehistòrics que havia fet Jacques Boucher de Perthes prop d'Abbeville, gràcies a les excavacions que va dur a terme a Clarmont en un jaciment del Paleolític. Concretament va excavar al barranc de l'Infernet de Clarmont, on va poder relacionar la presència humana amb restes d'animals avui desapareguts com el mamut (hi va trobar dues defenses) i el rinoceront llanut, o amb diferents restes d'espècies de bòvids, cavalls i, fins i tot, el gat de les cavernes. Els útils humans que hi va trobar s'emmarquen avui dins la cultura châtelperroniana.
Un punt que distingeix a Jean-Baptiste Noulet dels seus predecessors és la seva manera de redactar, que era molt científica. La forma dels seus escrits no difereixen gaire dels articles que s'escriuen avui en dia. Sense anar més lluny, la primera part del seu article sobre la geologia del jaciment de l'Infernet és d'un rigor i d'una precisió que deixa en una dimensió inferior tot allò que s'havia escrit fins llavors.
Per altra banda Noulet va ser un lexicògraf i un crític de la llengua i de la literatura occitana. A nivell lingüístic es va interessar pel parlar de Tolosa (la lenga mondina en occità), del que en va publicar algun vocabulari. Va ser, a més, un gran defensor de la pervivència de la llengua occitana. També serà un dels autors que qüestionaran l'existència de Clamença Isaura.
També se li deu l'haver fixat definitivament l'edat dels Pirineus.

## Espècies descrites
Jean-Baptiste Noulet va ser el descobridor de nombroses espècies avui desaparegudes. Molt sovint no fa res més que descriure fòssils descoberts per altres, com Léonce Roux. Sobretot va desenvolupar aquesta activitat amb material aparegut a la conca de l'Agout, al departament del Tarn, pertanyent al període de l'Eocè superior.

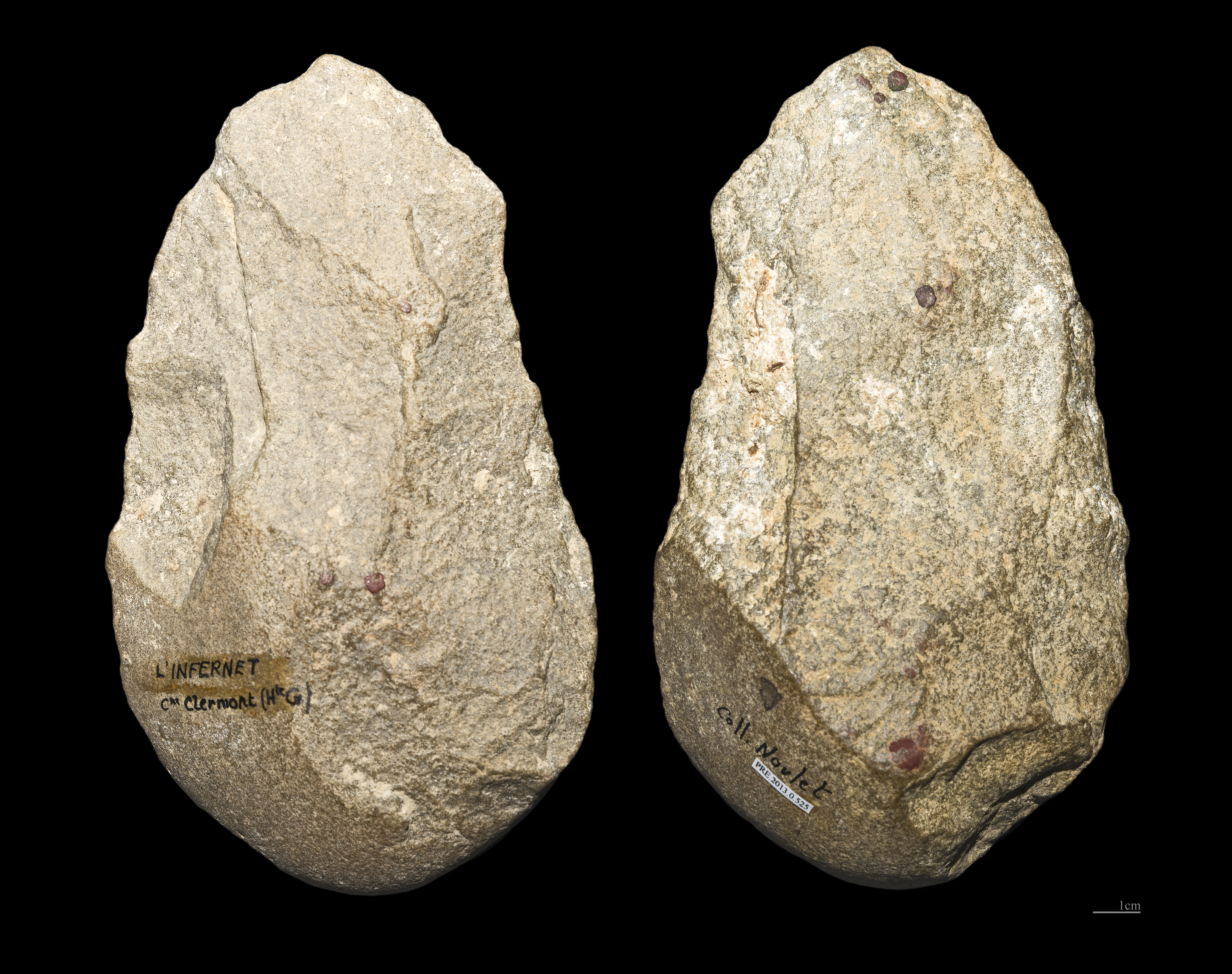
Bifaç del barranc de l'Infernet (38 000 à 32 000 BP). Museu d'Història Natural de Tolosa.

### Vertebrats

#### Mamífers
- Primats

Adapis rouxi (Noulet, 1863). Dedicat a Léonce Roux, el descobridor.
- Perissodàctils

Lophiodon lautricense (Noulet, 1851). Es tractat d'un paquiderm tapiroide de grans dimensions. Aquesta espècie va existir de l'eocè mitjà al superieor.
Palaeotherium castrense (Noulet, 1863). Es tracta d'un paquiderm paleoterioide. Es distingeix d'altres tipus principalment per la forma del seu maxil·lair inferior. És una espècie de l'eocè superior.
Aphelotherium Rouxi (Noulet, 1863). Es tracta d'un paquiderm anoploterioide de la mida d'un esquirol.
- Artiodàctils

Choeropotamus lautricensis (Noulet, 1870).

#### Rèptils
- Carettochelyidae

Allaeochelys parayrei (Noulet, 1867).
- Crocodylidae

Crocodylus rouxi (Noulet, 1859). Dedicat a Léonce Roux, el descobridor. Es tracta d'un petit cocodril.

### Invertebrats
- Moluscs gasteròpodes[7]

Helix intricata i Helix personnati.
Bulimus Rouxi.
3 espècies de Planorbis.
4 espècies de Limnae.
Melania albigensis.
2 espècies de Melanopsis.
Cyclostoma castrense.
Paludina soricinensis.
Bithynia brugueriensis.
Nerita lautricensis.
- Moluscs acefals[7]

Unio Rouxi.
2 espècies de Sphaerium.

## Honors
Hi ha també una sèrie d'espècies que porten el seu nom:

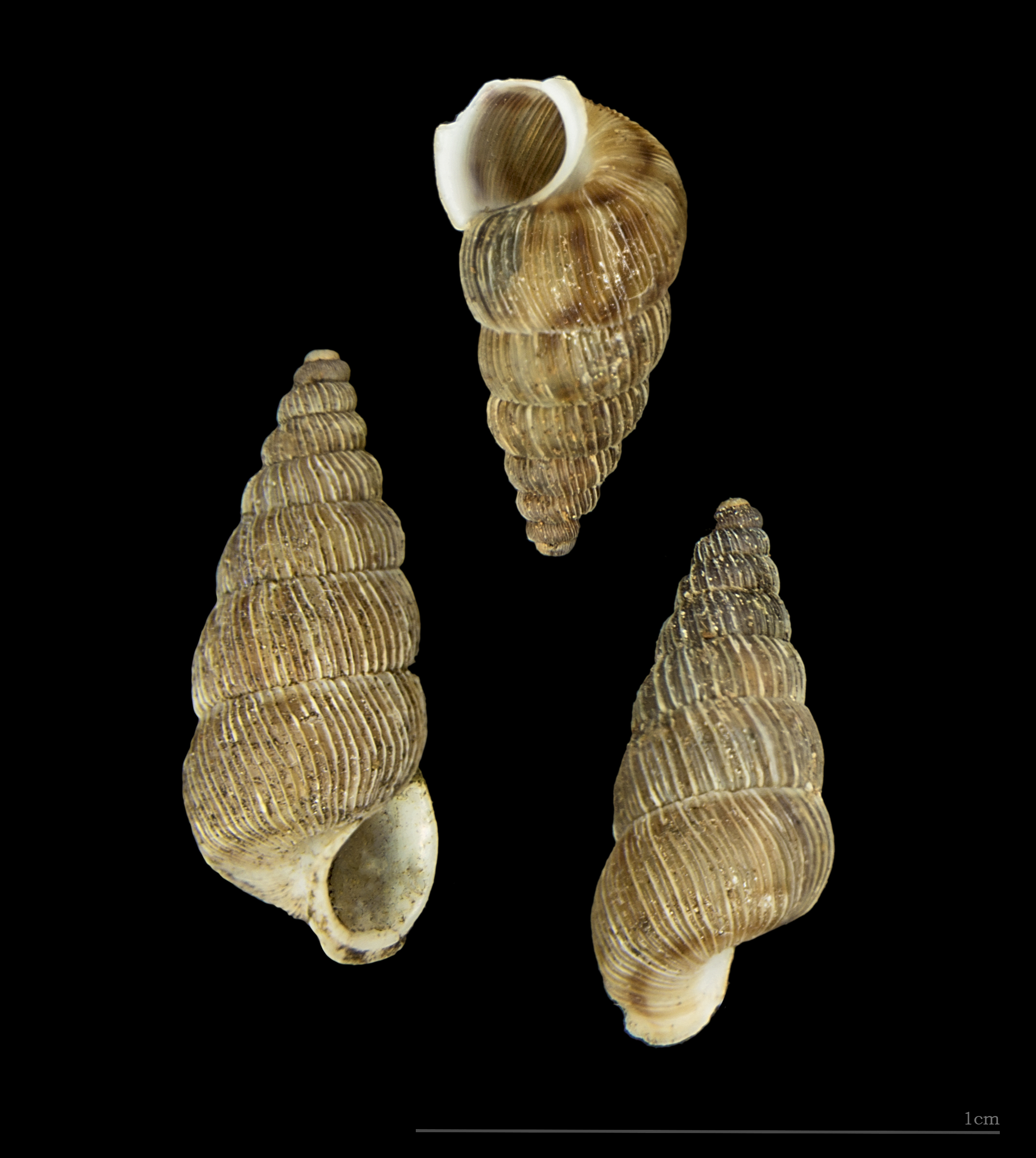
Exemplars de Cochlostoma nouleti.

- Exemplars de Cochlostoma nouleti.Malacologia

Cochlostoma nouleti (Dupuy, 1851): Un gasteròpode endèmic dels Pirineus.
- Botànica

Rubus nouleti (Sudre): Una planta de la família de les rosàcies, endèmica de la Xina.
Antilyssa nouleti: Un liquen :
- Paleontologia

Leptolophus nouleti (Stelhin, 1904): Una espècie de mamífer (perissodactyla). Les mostres tipus (un maxil·lar esquerre amb M3-P2), sortides de la col·lecció de Noulet, són avui al Museu de Tolosa.
Plagiolophus nouleti (Stehlin, 1904): Una espècie de mamífer (perissodactyla). Un maxil·lar esquerre, tipus de l'espècie, al Museu de Tolosa.
Cadurcotherium nouleti (Roman): Una espècie de rinoceront.
Hyaenodon nouleti (Depéret, 1917): Una espècie de mamífer carnívor. Es va descriure a partir de dos fragments de mandíbula presents a la col·lecció Noulet del Museu de Tolosa.
Allaeochelys nouleti (Bergounioux): Una espècie de tortuga Carettochelyidae.

## Obra
- Précis analytique de l'histoire naturelle des mollusques terrestres et fluviatiles qui vivent dans le bassin sous-pyrénéen, J.-B. Paya libraire-éditeur, Tolosa, 1834.
- Traité des champignons comestibles, suspects et vénéneux, J.-B. Paya, libraire-éditeur, Tolosa, 1838. Escrit amb Augustin Dassier.
- Flore analytique de Toulouse et de ses environs, Delboy libraire-éditeur, Tolosa, 1861.
- L'âge de la pierre polie au Cambodge : d'après les découvertes de M. Moura, Librairie Louis et Jean-Matthieu Douladoure, Toulouse, 1877.
- Étude de l'Ombrive ou grande caverne d'Ussat (Ariège) et de ses accessoires, Édouard Privat, Tolosa, 1882.
- Vie de Sainte Marguerite en vers romans, Librairie Louis et Jean-Matthieu Douladoure, Tolosa, 1875.
- Las "Ordenansas et coustumas del Libre blanc" publiées avec une introduction, des notes et un glossaire, Publications de la Société pour l'étude des langues romanes, Montpeller, 1878.
- Las Nonpareilhas receptas per far las femnas tindentas, risentas, plasentas... et mais per las far pla cantar et caminar honestamen et per compas, Publications de la Société pour l'étude des langues romanes, Montpeller, 1880.
- Œuvres de Pierre Goudelin, Édouard Pivat libraire-éditeur, Tolosa, 1887.
- Deux manuscrits provençaux du XIVe siècle : contenant des poésies de Raimon de Cornet, de Peire de Ladils et d'autres poètes de l'école toulousaine, Maisonneuve et Charles Leclerc, París, 1888. Escrita conjuntament amb Camille Chabaneau.
- Les joies du gai savoir. Recueil de poésies couronnées par le Consistoire de la gaie science (1324-1484), Imprimerie et librairie Édouard Privat, Tolosa, 1914.